# IC 2231
IC 2231 је елиптична галаксија у сазвјежђу Мали пас која се налази на листи објеката дубоког неба у Индекс каталогу.
Деклинација објекта је + 5° 5' 15" а ректасцензија 8h 11m 1,4s. Привидна величина (магнитуда) објекта IC 2231 износи 13,7 а фотографска магнитуда 14,7. IC 2231 је још познат и под ознакама UGC 4265, MCG 1-21-18, CGCG 31-66, PGC 22950.